# Ortiz vs Shamrock 3 - The Final Chapter
UFC: Ortiz vs. Shamrock 3: The Final Chapter (noto anche come UFC Fight Night 6.5) è stato un evento di arti marziali miste promosso dall'organizzazione statunitense UFC. Si è svolto il 10 ottobre 2006 a Hollywood, nello stato della Florida.
L'evento ha segnato il record di telespettatori: è stato infatti calcolato che circa 5.7 milioni di persone abbiano visto il main event tra Ken Shamrock e Tito Ortiz, primato che resisterà fino a UFC 75 (8 settembre 2008). I biglietti sono stati resi disponibili il 29 agosto e si sono esauriti in soli due giorni.
Crafton Wallace affrontò Nate Marquardt prendendo il posto di Thales Leites, che ebbe problemi con il proprio visto.
Al termine del suo match Shamrock annunciò il ritiro, che però si rivelò tale solo per circa diciotto mesi.

## Risultati

### Card principale
- Pesi mediomassimi: Tito Ortiz sconfigge Ken Shamrock

Ortiz batte Shamrock per KO (pugni) al minuto 2:23 del primo round
- Pesi medi: Kendall Grove sconfigge Chris Price

Grove batte Price per sottomissione (gomitate) al minuto 3:59 del primo round
- Pesi medi: Jason MacDonald sconfigge Ed Herman

MacDonald batte Herman per sottomissione (strangolamento a triangolo) al minuto 2:43 del primo round
- Pesi mediomassimi: Matt Hamill sconfigge Seth Petruzelli

Hamill vince per decisione unanime (29–28, 30–27, 29–28)

### Card preliminare
- Pesi medi: Nate Marquardt sconfigge Crafton Wallace

Marquardt batte Wallace per sottomissione (rear-naked choke) al minuto 1:14 del secondo round
- Pesi welter: Tony DeSouza sconfigge Dustin Hazelett

DeSouza batte Hazelett per sottomissione (kimura) al minuto 3:59 del primo round
- Pesi medi: Rory Singer sconfigge Josh Haynes

Singer vince per decisione unanime (29–28, 29–28, 29–28)
- Pesi welter: Thiago Alves sconfigge John Alessio

Alves vince per decisione unanime (30–27, 30–27, 30–27)
- Pesi welter: Marcus Davis sconfigge Forrest Petz

Davis batte Petz per sottomissione (ghigliottina) al minuto 4:58 del primo round

## Incontri premiati
Per ogni bonus ricevuto, ciascun atleta ha percepito 30000 dollari extra.
- Fight of the Night: Hamill vs Petruzelli
- KO of the Night: Tito Ortiz
- Submission of the Night: Jason MacDonald